# Alture di Lippe
Le Alture di Lippe (tedesco: Lipper Bergland o Lippisches Bergland) sono una zona montuosa situate tra la Renania Settentrionale-Vestfalia e la Bassa Sassonia. La regione in cui si trovano le alture è detta Ostwestfalen-Lippe. La cima più alta, il Köterberg, si trova a 495,8 metri sul livello del mare.

## Geografia

### Posizione
Le Lipper Bergland si trovano nell'altopiano del Weserbergland ed è delimitato dal fiume Werre a ovest e il Weser a nord ed est. A sud confina con l'Eggegebirge, mentre a est con l'Oberwälder Land.Il paesaggio è costituito da colline con creste e valli poco profonde. I fiumi maggiori sono il Weser, il Werre e il Bega. Gran parte della regione fa parte del Parco Naturale della Foresta di Teutoburgo ed Eggebirge.

### Montagne
Il Körterberg, la collina più alta, si trova nel sud della regione, nello Schwalenberger Höhen. La città più vicina alla cima è Lügde, nella Renania Settentrionale-Vestfalia.
- Körterberg (495,8 m), tra Bödexen (Höxter) e Köterberg (Lügde)
- Großer Pulskopf (447,7 m), tra Elbrinxen (Lügde) e Schwalenberg (Schieder-Schwalenberg)
- Steinberg (396 m)[1], vicino Schwelentrup (Dörentrup)
- Strohberg (394 m)[2], vicino Bödexen
- Dörenberg (392,5 m)[3], vicino Linderhofe (Extertal)
- Schanzenberg (379,7 m)[3], vicino Linderhofe (Extertal)
- Baumeisterberg (378,1 m), tra Falkenflucht,  Körterberg e Niese (Lügde)
- Hohe Asch (371,5 m), tra Bösingfeld, Hummerbruch e Reine (Extertal)
- Kleeberg (361,2 m), tra Henstorf, Niedermeien (Kalletal) e Homeien (Dörentrup)
- Scharpenberg (355,3 m), tra Niese e Rischenau (Lügde)
- Klosterberg (347,9 m), tra Falkenhagen e Wörderfeld (Lügde)
- Tintelberg (347,9 m), tra Niese e Rischenau (Lügde)
- Windelstein (346,8 m), tra Hillentrup e Neuenkamp (Dörentrup) e Lemgo e Luherheide (Lemgo)
- Bonstapel (341,8 m), tra Talle (Kalletal) e Valdorf (Vlotho)
- Westerberg (338,5 m), tra Kollerbeck (Marienmünster) e Rischenau (Lügde)
- Piccolo Scharpenberg (325,9 m), tra Niese e Rischenau (Lügde)
- Eikerberg (325,6 m), a Schwalenberg (Schieder-Schwalenberg)
- Hungerberg (325,1 m), tra Vörden e l'Abbazia di Marienmünster (Marienmünster)
- Sabbenhauser Egge (323,2 m), vicino Henkenbrink e Sabbenhausen (Lügde)
- Buntenberg (319,6 m), tra Göstrup e Laßbruch in Extertal
- Dohlenberg (313 m), presso Schwalenberg (Schieder-Schwalenberg)
- Ösenberg (315 m), tra Falkenhagen e Henkenbrink (Lügde)
- Teutberg (305,3 m), tra Alverdissen (Barntrup) e Humfeld (Dörentrup)
- Nettelberg (304 m circa), tra Talle (Kalletal) e Valdorf (Vlotho)
- Isenberg (303,5 m), tra Henkenbrink e Rischenau (Lügde)
- Kielsberg (301,5 m), tra Hünkergrund e Wörderfeld (Lügde)
- Klosterberg Anteriore (Vorderer Klosterberg) (302, 6 m), presso Sabbenhausen e Wörderfeld (Lügde)
- Distelberg (300,2 m), a Henkenbrink (Lügde)
- Saalegge (299,6 m), tra Bentorf (Kalletal) e Valdorf (Vlotho)
- Ruschberg (295 m), tra Valdorf (Vlotho) e Kalldorf (Kalletal)
- Rauher Kopf (296,8 m), vicino Henkebrink e Sabbenhausen (Lügde)
- Kalaxberg (295,2 m), tra Henkenbrink e Wörderfeld (Lügde)
- Elbrinxner Isenberg (295 m), tra Elbrinxen e Henkenbrink (Lügde)
- Amelungsburg (292,8 m), tra Hillentrup, Homeien e Neuenkamp (Dörentrup)
- Rischenauer Isenberg (283,9 m), tra Henkenbrink e Rischenau (Lügde)
- Bickplecken (275,8 m), tra Valdorf (Vlotho) e Welstorf (Lemgo)
- Großer Selberg (275,4 m), tra Talle (Kalletal) e Valdorf (Vlotho)
- Baumeisterberg (271,7 m), tra Hünkergrund e Wörderfeld (Lügde)
- Kleiner Selberg (271,7 m), tra Talle (Kalletal) e Valdorf (Vlotho)
- Giersberg (264 m), tra Meiborsen (Vahlbruch) e Polle
- Vierenberg (257,7 m), presso Hollenstein e Wüsten (Bad Salzuflen)
- Egge (253,1 m), a Lügde
- Mittelegge (251,8 m), a Lügde
- Pilatusberg (251 m), Lügde
- Ölgemeiers Kopf (247,9 m), Lügde
- Sperrlberg (245 m), Lügde
- Eckberg (243 m), vicino Polle e Brevörde
- Dornberg (240,1 m), tra Schwarzenmoor (Herford) e Exter (Vlotho)
- Ebenöde (237,1 m), tra Ebenöde (Vlotho) e Oberbecksen (Bad Oeynhausen)
- Eggeberg (233,3 m), presso Schwarzenmoor (Herford)
- Großer Eselsberg (232 m), vicino Meiborssen (Vahlbruch) e Polle
- Lattberg (231,4 m), tra Entrup ed Eversen (Nieheim)
- Eiberg (230,0 m), presso Valdorf (Vlotho)
- Eilsberg (230 m), Brevörde
- Birkenberg (217 m), presso Polle
- Möllenberg (215,6 m), presso Bentorf e Dalbke (Kalletal)
- Schelpsieker Berg (214,7 m), tra Elbrinxen e Rischenau (Lügde)
- Stuckenberg (213,8 m), tra Schwarzenmoor e Neustädter Feldemark (Herford)
- Adamsberg (297,4 m), tra Kollerbeck (Marienmünster) e Ruensiek (Schieder-Schwalenberg)
- Homberg (201,2 m), tra Falkendiek e Homberghof (Herford)
- Winterberg (Weserbergland) (198 m), tra Maasbeeke e Winterberg (Vlotho)
- Solterberg (198,6 m), tra Exter e Valdor (Vlotho)
- Klusberg (196,1 m), tra Bonneberg e Galgenkamp (Vlotho)
- Steinberg (196, 0 m), tra Ebenöde (Vlotho) e Oberbecksen (Bad Oeynhausen)
- Kleiner Eselsberg (192,5 m), Valhbruch
- Tenderling (167,3 m), presso Polle
- Amtshausberg (141,8 m), tra Ebenöde (Vlotho) e Vlotho